# Synchlora attendaria
Synchlora attendaria là một loài bướm đêm trong họ Geometridae.